# Bergtjärnen (Lockne socken, Jämtland)
Bergtjärnen är en sjö i Östersunds kommun i Jämtland som ingår i Ljungans huvudavrinningsområde. Sjön har en area på 0,0554 kvadratkilometer och ligger 345,6 meter över havet.

## Delavrinningsområde
Bergtjärnen ingår i det delavrinningsområde (698540-145750) som SMHI kallar för Utloppet av  Svänglingen. Medelhöjden är 360 meter över havet och ytan är 7,57 kvadratkilometer. Räknas de 11 avrinningsområdena uppströms in blir den ackumulerade arean 109,62 kvadratkilometer. Hållborgsån (Hållstaån) som avvattnar avrinningsområdet har biflödesordning 3, vilket innebär att vattnet flödar genom totalt 3 vattendrag innan det når havet efter 228 kilometer. Avrinningsområdet består mestadels av skog (75 procent). Avrinningsområdet har 0,85 kvadratkilometer vattenytor vilket ger det en sjöprocent på 11,2 procent.